# میتسویاسو ماینو
میتسویاسو ماینو (انگلیسی: Mitsuyasu Maeno; ح. 1947 – ۲۳ مارس ۱۹۷۶) بازیگر اهل ژاپن بود.